# Forca Tokësore
Forca Tokësore – wojska lądowe, jeden z rodzajów Albańskich Sił Zbrojnych.

## Wyposażenie

### W służbie

#### Pojazdy
| Zdjęcie                  | Nazwa             | Państwo                  | Liczba            |
| Czołgi podstawowe        | Czołgi podstawowe | Czołgi podstawowe        | Czołgi podstawowe |
| ------------------------ | ----------------- | ------------------------ | ----------------- |
|                          | Typ 59            | Chińska Republika Ludowa | 40                |
|                          | T-54              | ZSRR                     | [ 2 ]             |
|                          | T-34              | ZSRR                     | [ 2 ]             |
| Transportery opancerzone |                   |                          |                   |
|                          | Type-531          | Chińska Republika Ludowa | 86                |
|                          | M113              | Stany Zjednoczone        | 37                |
|                          | BTR-50            | ZSRR                     | [ 2 ]             |
|                          | BRDM-1            | ZSRR                     | [ 2 ]             |
|                          | BTR-40            | ZSRR                     | [ 2 ]             |